# Río Allipén
El río Allipén es el principal tributario del río Toltén, en la zona sur de Chile, en la Región de la Araucanía, y drena un área que asciende a los 2.325 km², y su recorrido alcanza una longitud total de 108 km.

## Trayecto
Nace cerca de Melipeuco, en la Cordillera de Los Andes, de la confluencia del río Trufultruful, que proviene del norte, con el Zahuelhue, que viene del oriente. Se desarrolla entre la cordillera de Melo y los Nevados de Sollipulli y en lo que se refiere a sus afluentes, por la ribera norte, el Allipén recibe varios tributarios menores y por la ribera sur, el río Llaima y río Curaco, este último, el más importante, se alimenta del emisario del lago Colico, llamado también río Colico. Este lago que, antiguamente se llamaba Quechurehue, inicia la cadena de lagos antepuestos a la cordillera que se prolonga hasta el seno de Reloncaví. Tiene una extensión cercana a 60 km² y se orienta con un eje mayor Este-Oeste de 19 km.
El río drena la parte norte de la cuenca del Toltén, y termina su recorrido, 15 kilómetros al oriente de Pitrufquén, ensanchando las aguas del río Toltén.

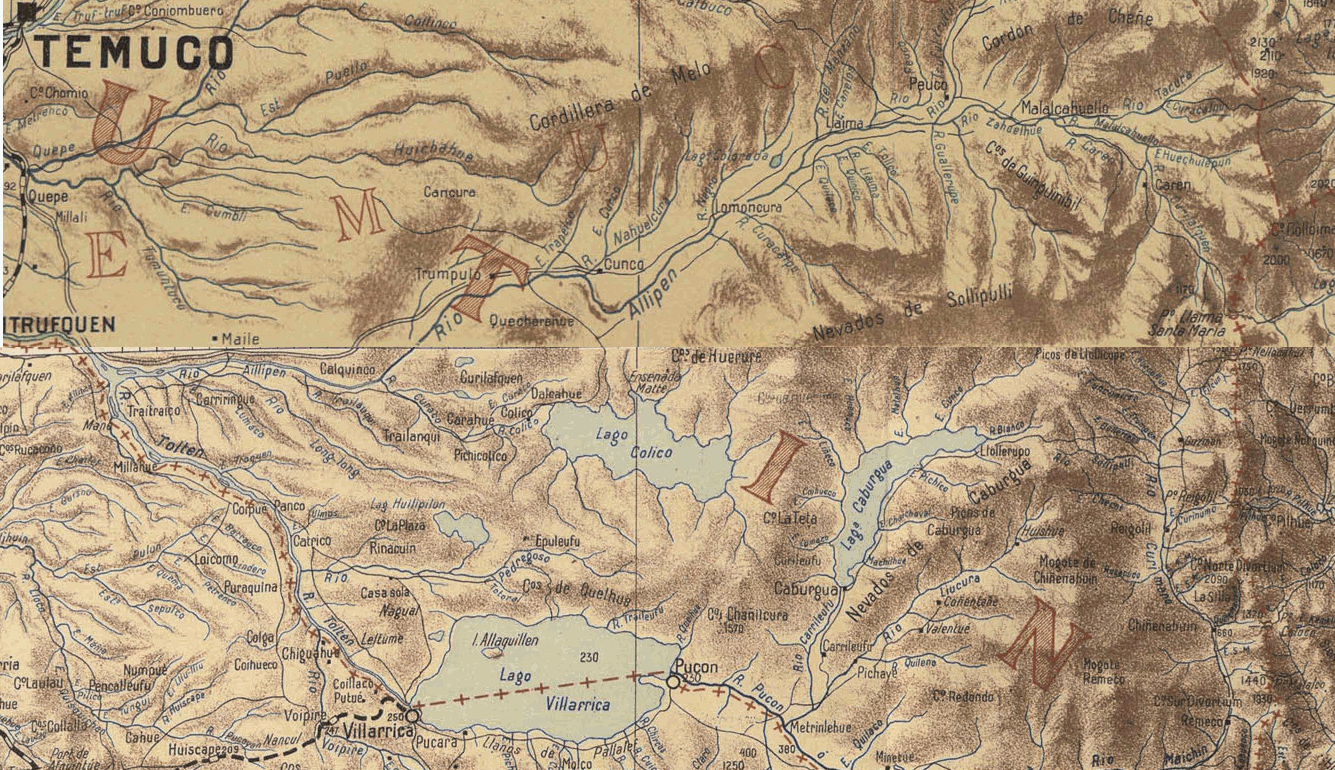
Cuenca del río Allipén en un compuesto de dos Mapas Provinciales Atlas Centenario.

## Caudal y régimen
Con respecto a su régimen, el informe de la DGA concluye que la hoya hidrográfica del río Allipén, desde su nacimiento en la junta de los ríos Trufultruful con el Zahuelhue, hasta su desembocadura en el río Toltén, incluyendo al río Curaco, tiene un régimen pluvio–nival, donde la influencia nival disminuye a medida que se baja en esta subcuenca. Las crecidas se observan en los meses de invierno y los niveles menores de caudal en el verano. En años lluviosos los mayores caudales ocurren entre junio y julio, producto de lluvias invernales, y en menor medida entre octubre y diciembre, producto de una leve influencia nival. En años normales y secos los mayores caudales también se deben a aportes pluviales, presentándose entre junio y agosto. El período de menores caudales se observa en el trimestre dado por los meses de febrero, marzo y abril.: 54–55 

Curvas de variación estacional
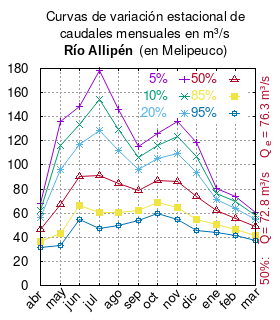
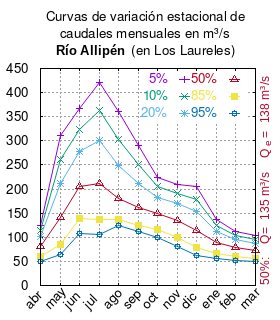

El caudal del río (en un lugar fijo) varía en el tiempo, por lo que existen varias formas de representarlo. Una de ellas son las curvas de variación estacional que, tras largos periodos de mediciones, predicen estadísticamente el caudal mínimo que lleva el río con una probabilidad dada, llamada probabilidad de excedencia. La curva de color rojo ocre (con {\displaystyle {\color {Red}\vartriangle }}) muestra los caudales mensuales con probabilidad de excedencia de un 50%. Esto quiere decir que ese mes se han medido igual cantidad de caudales mayores que caudales menores a esa cantidad. Eso es la mediana (estadística), que se denota Qe, de la serie de caudales de ese mes. La media (estadística) es el promedio matemático de los caudales de ese mes y se denota {\displaystyle {\overline {Q}}}. 
Una vez calculados para cada mes, ambos valores son calculados para todo el año y pueden ser leídos en la columna vertical al lado derecho del diagrama. El significado de la probabilidad de excedencia del 5% es que, estadísticamente, el caudal es mayor solo una vez cada 20 años, el de 10% una vez cada 10 años, el de 20% una vez cada 5 años, el de 85% quince veces cada 16 años y la de 95% diecisiete veces cada 18 años. Dicho de otra forma, el 5% es el caudal de años extremadamente lluviosos, el 95% es el caudal de años extremadamente secos. De la estación de las crecidas puede deducirse si el caudal depende de las lluvias (mayo-julio) o del derretimiento de las nieves (septiembre-enero).

## Historia
Francisco Solano Asta-Buruaga y Cienfuegos escribió en 1899 en su Diccionario Geográfico de la República de Chile sobre el río:
Aillipén.-—Río del departamento de Temuco. Procede de la vertiente ó faldas del volcán Quetrodugun; corre mas ó menos al O. por pendientes de áspera serranía selvosa en su parte superior y más abajo por campos medianamente llanos y despejados, y va á echarse en la margen boreal del Toltén, junio á Pítrufquén y á poca distancia al SE. del fuerte de Freire. Es el mayor tributario de la derecha de ese río, y su curso podrá alcanzar á unos 40 kilómetros. Hacia su cabecera contiene manantiales de aguas calientes y cerca de su término un pequeño caserío de su mismo nombre. Éste es inmutación de Alipén, denominación que algunos le han dado, proveniente de alimn con la interpuesta partícula pe, significando que tiene calor ó quema.